# Джорджие Четкович
Джорджие Четкович (на сръбски: Ђорђије Ћетковић или Đorđije Ćetković) (роден 1 март 1983 г. в Никшич, Черна гора, СФРЮ) е черногорски футболист-национал, играещ като атакуващ халф или крило.
Към настоящия момент играе в „Ханза“, Росток, Германия. Племенник е на известния бивш вече югославски футболист Предраг Миятович.